# Loeka Zarandia
Luka Zarandia (Tbilisi, 17 februari 1996) is een Georgisch voetballer die als rechtsbuiten speelt. Hij staat sinds januari 2017 onder contract bij Arka Gdynia.

## Carrière

### Lokomotivi Tbilisi
Zarandia werd geboren in de Georgische hoofdstad Tbilisi. Op 19 oktober 2012 debuteerde hij voor Lokomotivi Tbilisi in de Pirveli Liga, de Georgische tweede klasse. Hij scoorde meteen een hattrick bij zijn debuut tegen Chkherimela. In zijn eerste seizoen kwam hij tot een totaal van zes competitieduels. Het seizoen erop speelde hij 15 wedstrijden, waarin hij 7 doelpunten scoorde. 

### KRC Genk
Op 4 juni 2014 legde Zarandia medische tests af bij KRC Genk. Op 18 juni 2014 tekende hij hier ook een vierjarig contract. Hij ging bij Genk het rugnummer 14 dragen. Zarandia zat in zijn eerste seizoen een aantal keer op de bank maar tot een officieel debuut kwam het niet. In het daaropvolgende seizoen verdween hij onder de nieuwe trainer Peter Maes zelfs helemaal uit beeld.

### Terug naar Lokomotivi Tbilisi
Op 15 juli 2016 maakte zijn ex-club Lokomotivi Tbilisi bekend dat Zarandia na 2 jaar terugkeert naar de club.

### Arka Gdynia
Op 14 januari 2017 tekende hij 2,5-jarig contract med Arka Gdynia.

## Statistieken
| seizoen | club               | land    | competitie    | wed. | goals |
| ------- | ------------------ | ------- | ------------- | ---- | ----- |
| 2012/13 | Lokomotivi Tbilisi | Georgië | Pirveli Liga  | 6    | 3     |
| 2013/14 | Lokomotivi Tbilisi | Georgië | Pirveli Liga  | 15   | 7     |
| 2014/15 | KRC Genk           | België  | Eerste Klasse | 0    | 0     |
| 2015/16 | KRC Genk           | België  | Eerste Klasse | 0    | 0     |
| 2016/17 | Lokomotivi Tbilisi | Georgië | Pirveli Liga  | 8    | 0     |
| 2016/17 | Arka Gdynia        | Polen   | Ekstraklasa   | 7    | 0     |
| 2017/18 | Arka Gdynia        | Polen   | Ekstraklasa   | 15   | 1     |
| 2018/19 | Arka Gdynia        | Polen   | Ekstraklasa   | 21   | 4     |
| Totaal  | Totaal             | Totaal  | Totaal        | 51   | 11    |

## Interlandcarrière
Zarandia kwam uit voor Georgië –17 en Georgië –19.